# Fernandezina gyirongensis
Fernandezina gyirongensis là một loài nhện trong họ Palpimanidae. Loài này được phát hiện ở Trung Quốc.